# Ivan II Ivanovich Krasnyi
Ivan II Ivanovich (tiếng Nga: Иван II Иванович Красный) (30 tháng 1 năm 1326 – 13 tháng 11 năm 1359) là Đại vương công của Moskva và đồng thời là Đại vương công xứ Vladimir từ năm 1353. Trước thời gian trị vì của mình, ông từng là người đứng đầu các thị trấn Ruza và Zvenigorod. Ông là con trai thứ hai của Ivan I Danilovich Kalita, là người kế vị anh trai cả Simeon Gordyi, người đã qua đời trong đại dịch Cái chết Đen năm 1353.

## Trị vì
Tiếp nối chính sách đối ngoại rất thành công của anh trai với hãn quốc Kim Trướng, Ivan dần dần từ bỏ truyền thống trung thành của Moskva với hãn quốc Kim Trướng và củng cố liên minh với Litvia, một quốc gia đang hùng mạnh ở phía tây công quốc này. Nhưng về sau, lo sợ bị hãn quốc Mông Cổ trả thù nên Ivan từ bỏ liên minh với Litvia và quay trở lại hàn gắn quan hệ với Kim Trướng hãn quốc.
Những tác giả đương thời mô tả ông là người rất nhân hậu và cai trị công quốc rất hòa bình, êm ả. Nhưng ông cũng rất cương quyết chống lại cuộc xâm lăng của Algirdas xứ Litvia khi ông này lấn chiếm thủ phủ của Bryansk. Ivan II cũng cho phép công vương Oleg của Riazan được tàn phá làng mạc trên lãnh thổ của ông này (tức Oleg) để ngăn chặn đà xâm lược của Kim Trướng vào từ phía nam. Không có nhiều thành công như cha và ông nội về mở rộng lãnh thổ công quốc, nhưng Ivan cũng đã có công giữ vững những vùng đất mà các đại công tiền nhiệm giành được ở phần đất phía tây nam của Moskva, bao gồm các khu vực của Borovsk, và Vereya.
Ivan II qua đời năm 1359, để lại rất nhiều con. Con trưởng còn nhỏ tuổi là Dmitry Ivanovich Donskoy là người kế vị.